# Frans van Bourbon
Frans van Bourbon, prins van Conti (Frans: François de Bourbon, prince de Conti) (La Ferté-sous-Jouarre, 19 augustus 1558 — Parijs, 3 augustus 1614) was de derde zoon van prins Lodewijk I van Bourbon-Condé, de stichter van het huis Bourbon-Condé. Hij kreeg eerst de titel markies van Conti (1581-1597) maar werd daarna verheven tot prins van Conti.

## Leven
Hij werd geboren op 19 augustus 1558 als zoon van prins Lodewijk I van Bourbon-Condé en diens vrouw Eleonora van Roye. Hij was een jongere broer van Hendrik (1552-1588), later prins van Bourbon-Condé. Hij had een jongere halfbroer, Karel (1566-1612), de latere graaf van Soissons. Frans behoorde tot het oude geloof en hij heeft deelgenomen aan de Hugenotenoorlogen tot 1587. Hij vertrouwde namelijk Hendrik, de derde hertog van Guise niet, daarom verklaarde hij dat hij tegen de Liga van Katholieken was, en gaf hij zijn steun aan zijn neef Hendrik van Navarra, de latere koning Hendrik IV van Frankrijk.
In 1589 na de moord op koning Hendrik III van Frankrijk was hij een van de twee prinsen van den bloede, die Hendrik IV als koning van Frankrijk erkende, en gaf hij zijn steun aan Hendrik, hoewel hij zelf werd genoemd als kandidaat voor de troon, na de plotselinge dood van Karel, kardinaal de Bourbon in 1590.
De eerste vrouw van Frans was Jeanne de Coeme, de erfgename van Bonnétable. Zij stierf plotseling in 1601. In 1605 hertrouwde Frans met prinses Louise Margaretha van Guise, een dochter van hertog Hendrik I van Guise en diens vrouw hertogin Catharina van Nevers. Catharina van Nevers was echter al opgevallen aan het hof, en koning Hendrik IV had een oogje op haar. Frans stierf op 3 augustus 1614 in Parijs. De titel Prins van Conti stierf daarmee uit. Zijn enige kind, dochter Marie, was al in 1610 overleden, zij werd maar drie weken oud. Frans had echter wel een buitenechtelijke zoon: Nicolaas (overleden in 1648).
Zijn weduwe, Louise Margaretha, volgde het lot van koningin Maria de' Medici (vrouw van koning Hendrik IV), van wie ze veel erkenning kreeg, en ze werd goed bevriend met de koningin. Ze was in het geheim getrouwd met François de Bassompierre. Haar tweede man zorgde ervoor dat Louise Margaretha in een samenzwering terechtkwam tegen kardinaal de Richelieu. Nadat de samenzwering aan het licht kwam, verbande de kardinaal haar naar haar landgoed te Eu, in de buurt van Amiens, waar ze stierf.
De nieuwe prins van Conti was Armand van Bourbon-Condé, een kleinzoon van de broer van Frans, prins Hendrik I.